# Lesbian Sex Mafia
Die Lesbian Sex Mafia (LSM) ist eine Informations- und Unterstützungsorganisation für lesbische, bisexuelle, heterosexuelle und transgeschlechtliche Frauen. Die Gruppe wurde 1981 gegründet und hat ihren Sitz in New York City, USA. Als eine der ältesten Frauengruppen des BDSM spielte sie in dessen Geschichte eine wichtige Rolle.
Die Organisation setzt sich vor allem für das Verständnis von erotischem Rollenspiel, Bondage, Discipline, Sadomasochismus, sexuellem Fetischismus, alternativer Geschlechtsidentitäten und das freie Ausleben der Sexualität ein. Die Lesbian Sex Mafia hält an den Prinzipien der Vertraulichkeit, der Sicherheit und der Einvernehmlichkeit (vgl. SSC) fest und unterstützt das Recht der Frau, ihre Sexualität nach ihrer eigenen Vorstellung auszuleben.

## Organisation
LSM ist eine von ihren Mitgliedern geführte und auf ihre Mitglieder konzentrierte Organisation. Die Mitgliedschaft steht allen Frauen ab 18 Jahren offen, dies schließt auch inter- und transgeschlechtliche Frauen ein. Um Mitglied zu werden, muss sich jede Interessentin einer sogenannten LSM Orientierungs- und Sicherheitsprozedur stellen. Dies geschieht in Form eines informellen Treffens, bei dem sich mehrere Mitglieder mit der Interessentin über ihre Erfahrungen austauschen und auch die Gründe für den Wunsch zur Mitgliedschaft mit der Aspirantin abklären. Ein Sicherheits-Workshop erklärt anschließend grundlegende Sicherheitsmaßnahmen beim BDSM. 
Die LSM veranstaltet für ihre Mitglieder fachbezogene Vorführungen und Treffen, Diskussionsrunden und auch praktisch orientierte Workshops für spezielle sexuelle Praktiken. Die Gruppe richtet auch SM-Spielräume in den Häusern der Mitglieder ein oder mietet SM-Studios, um nicht-öffentliche Playpartys (SM-Veranstaltungen, bei denen auch sadomasochistische Praktiken ausgeübt werden dürfen) zu veranstalten. 
Auch wenn viele der Treffen der LSM auch für Nichtmitglieder offenstehen, gibt es einige Vorteile für die eingetragenen Mitglieder. Dies sind neben den Möglichkeiten in der Organisation mitzuwirken, an Entscheidungen beteiligt zu werden, Zugang zu nicht-öffentlichen Veranstaltungen und Merchandiseprodukten der Gruppe zu bekommen, auch beispielsweise generelle Nachlässe in bestimmten Läden und bei einigen Discountern.
Die Gruppe wird über Mitgliedsbeiträge finanziert und erfährt praktische Unterstützung unter anderem von Künstlern aus dem BDSM-Bereich, wie der Riggerin Midori oder der Fetisch-Fotografin Michele Serchuk und anderen Bürgerrechtsbewegungen und ihren Einrichtungen wie dem LGBT-Center in New York.